# Hermann Spieß
Hermann Spieß (* 1818 in Offenbach am Main, Großherzogtum Hessen; † 16. Juli 1884 in Warrensburg, Missouri, USA) war Studentenführer, wanderte 1847 nach Texas aus und war dritter und letzter Generalkommissar des „Mainzer Adelsvereins“.

## Familie
Spieß war der Sohn des Musikers und Pastors Johann Balthasar Spieß (1782–1841), Förderer des öffentlichen Schulsystems in Offenbach, und der Maria Luise Werner (1780–1836).
Er heiratete am 10. November 1853 in Comal, Texas/USA Lina Spiess. Sein Bruder Adolf Spieß war der Lehrer des jungen Carl Prinz zu Solms-Braunfels, des ersten Generalkommissars des Mainzer Adelsvereins.

## Leben
Während der Studentenunruhen von 1833 (siehe auch: Frankfurter Wachensturm) floh Spieß nach Burgdorf in die Schweiz. 1835 kehrte er auf das Gymnasium nach Darmstadt zurück, wo er 1838 sein Abitur machte. Im Frühjahr des Jahres begann er sein Studium an der Universität Gießen, wurde aber nach seinem Protest gegen das reaktionäre System für 2½ Jahre ausgeschlossen. Während dieser Zeit besuchte er das Polytechnische Institut in Karlsruhe und die „Akademie für Naturwissenschaften“. 1842 kehrte er an die Universität Gießen zurück und machte dort seine Examen. 1842–1845 war er Mitglied der „Holz- und Forst-Kommission“ in Darmstadt, wo er Ende 1844 sein zweites Examen ablegte.
Im Frühjahr 1845 nahm er eine zweijährige „Auszeit“. Er ging nach New York City, dann nach Milwaukee im Staat Wisconsin und New Orleans in Louisiana, Galveston und kam schließlich im Frühjahr 1846 nach New Braunfels, dem texanischen „Hauptquartier“ des Mainzer Adelsvereins. Bald kehrte Spieß nach Deutschland zurück, fühlte sich in seiner Heimat aber aufgrund der gesellschaftlichen Zustände unwohl (siehe: Märzrevolution 1848/49). Er überzeugte seine Freunde Ferdinand von Herff, einen Verwandten von Otfried Hans Freiherr von Meusebach, dem zweiten Generalkommissar des „Mainzer Adelsvereins“ in Texas, und Gustav Schleicher, in Wisconsin am Nordufer des Llano River die sozialistische Kolonie Bettina (Texas) zu gründen. Nachdem er eine Gruppe junger Leute für seinen Plan begeistert hatte, die sich die „Darmstädter“, „Gesellschaft der Vierziger“ oder die „Freidenker“ nannten, wurde dieser Plan in Darmstadt öffentlich bekannt. Carl Graf zu Castell-Castell, Mitglied des „Mainzer Adelsvereins“, überzeugte ihn in Wiesbaden, diese Kolonie doch in Texas auf dem Vereinsgebiet zu gründen. Spieß stimmte dieser Überlegung zu. Er und Herff erreichten New York im April 1847 und setzten ihre Reise nach New Orleans und Galveston fort. Während Spieß nach New Braunfels weiterzog, blieb Herff zunächst an der Küste, um die „Darmstädter“ im von Carl Prinz zu Solms-Braunfels 1844 gegründeten Carlshafen (heute: Indianola, Texas) in Empfang zu nehmen.
Vom 20. Juli 1847 bis zur Auflösung des „Mainzer Adelsvereins“ am 23. Februar 1848 war Spieß der dritte und letzte Generalkommissar des Vereins in Texas – nach Carl Prinz zu Solms-Braunfels und Otfried Hans Freiherr von Meusebach, setzte seine Tätigkeit allerdings für die Nachfolgeorganisation, die „Deutsche Colonisationsgesellschaft für Texas“ bis 1852 fort, bis er von Louis Bene abgelöst wurde. Während seiner Amtszeit wurden keine neuen Siedlungen mehr gegründet.